# Hypozetes rostralis
Hypozetes rostralis är en kvalsterart som beskrevs av Tseng 1984. Hypozetes rostralis ingår i släktet Hypozetes och familjen Austrachipteriidae. Inga underarter finns listade i Catalogue of Life.